# Faust-Projekt
Das Faust-Projekt ist eine Theaterproduktion des deutschen Regisseurs Peter Stein anlässlich der Expo 2000 in Hannover im Juli 2000.
Die Aufführung von Goethes „Faust I“ dauerte 8 Stunden, von „Faust II“ 14 Stunden. Kein Wort der beiden Theaterstücke war gestrichen und einige Regie-Anweisungen wurden mitdeklamiert.

## Vorgeschichte
Ursprünglich wollte Stein dieses Projekt schon während seiner Zeit an der Berliner Schaubühne realisieren, was ihm allerdings durch interne Querelen mit der damaligen Intendantin Andrea Breth verwehrt wurde. Seither arbeitete Peter Stein nicht mehr mit der Schaubühne zusammen.
Infolgedessen errichtete er Ende der 1990er Jahre mit Hilfe der Deutschen Bank, Frankfurt seine eigene Trägerfirma, die Faust-Stiftung, die sein Wunschprojekt verwirklichen sollte. Dabei scharte er an die 80 Mitarbeiter um sich, darunter ein ungewöhnlich großes Ensemble von über 35 Schauspielern. Die Probenzeit dauerte über ein Jahr.
Die Premiere fand in Hannover vom 22. bis 23. Juli 2000 statt.  Weitere Vorstellungsserien folgten ab 21. Oktober 2000 in Berlin (Arena, Treptow) sowie vom 8. September bis 16. Dezember 2001 in Wien (Kabelwerk).
Die gesamte Spieldauer beider Teile betrug über 21 Stunden und verteilte sich auf zwei Tage. Sie umfasste alle 12.110 Verse beider Teile des Dramas bzw. Goethes Regieanweisungen.

### Besetzung
- Regie: Peter Stein
- Bühnenbild: Ferdinand Wögerbauer (Faust I), Stefan Mayer (Faust II)
- Kostüme: Moidele Bickel
- Musik: Arturo Annecchino
- Licht: Vera und Konrad Lindenberg (Hannover, Berlin), Heinrich Brunke (Wien)
- Produktionsleitung: Vera Neuroth
- kaufmännische Leitung: Christian Meyer

- Hauptdarsteller:
  - Faust: Bruno Ganz, Christian Nickel
  - Mephistopheles: Johann Adam Oest, Robert Hunger-Bühler, Christine Oesterlein
  - Gretchen: Dorothee Hartinger
  - Helena: Corinna Kirchhoff
  - Marthe Schwerdtlein: Elke Petri
  - Ensemble (restliche Rollen): Stephan Baumecker, Hille Beseler, Melanie Blocksdorf, Justus Carrière, Stephan von der Decken, Aom Flury, Christian Habicht, Brigitte Hobmeier, Jürgen-Christoph Kamcke, Daniel Keberle, Ana Kerezovic, Lorenz Christian Köhler, Tanja Kübler, Thorsten Loeb, Bernd Ludwig, Patrick O’Beirne, Alexander Peutz, Rainer Philippi, Hans-Michael Rehberg, Michael Rotschopf, Gisela Salcher, Schirin Sanaiha, Jürgen Sarkiss, Nicola Schößler, Petra Tauschler, Johannes Zeiler

### Video
- Markus Stein: Faust-Probezeit, Matthias Börner TV & Filmproduktion, 2001.